# Diphasia inornata
Diphasia inornata är en nässeldjursart som beskrevs av Nutting 1927. Diphasia inornata ingår i släktet Diphasia och familjen Sertulariidae. Inga underarter finns listade i Catalogue of Life.